# La Cigale (brasserie)
Pour les articles homonymes, voir Cigale (homonymie).
La Cigale est une brasserie de Nantes, en Loire-Atlantique. Son bâtiment est classé monument historique depuis le 12 octobre 1964.

## Présentation

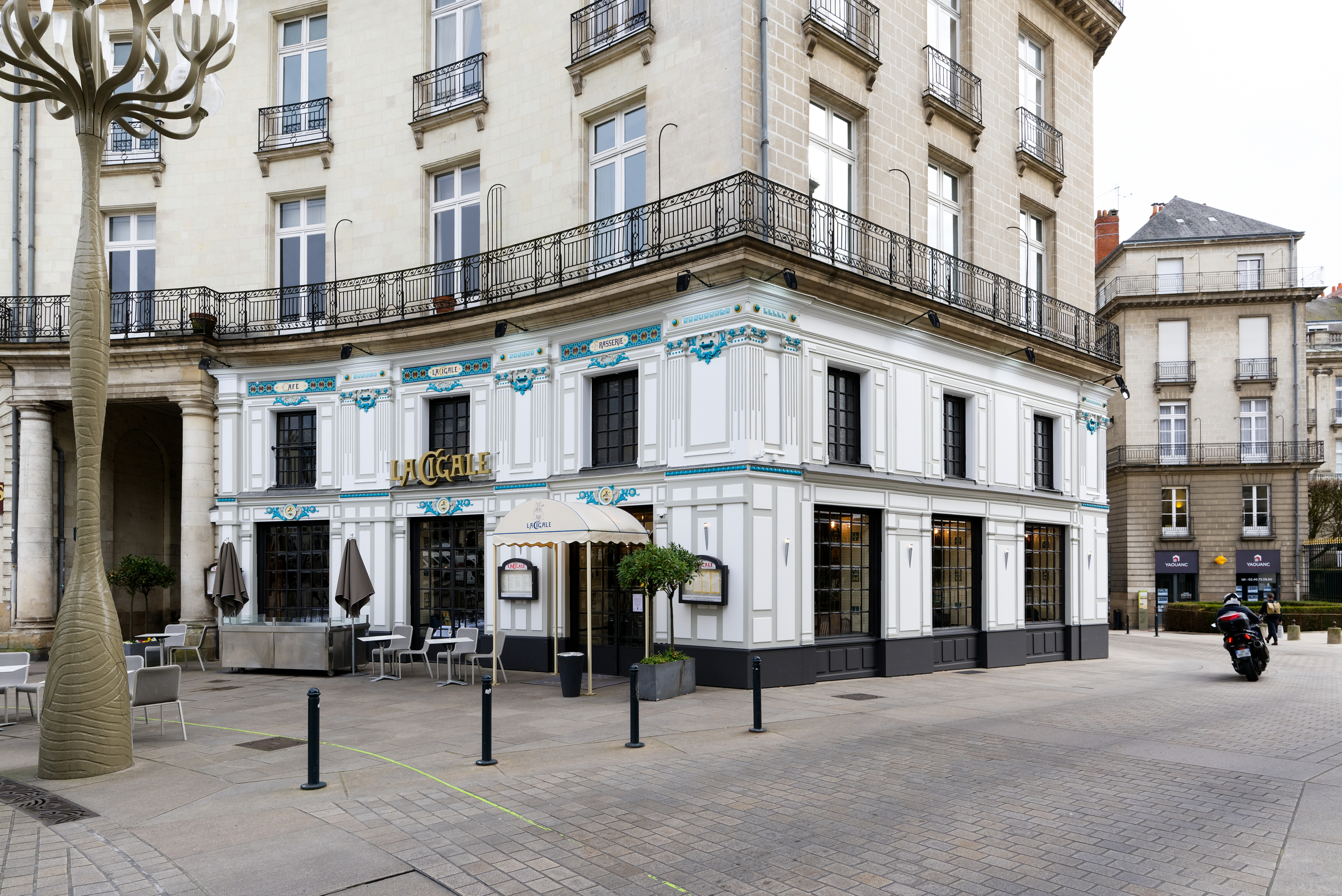
Façade de La Cigale sur la place Graslin

Située sur le côté sud de la place Graslin, face au théâtre du même nom, entre les rues Piron et Regnard, elle est conçue par l’architecte-céramiste Émile Libaudière, ornée par le sculpteur Émile Gaucher et le peintre Georges Levreau, et témoigne de la démesure de l’époque Art nouveau. Elle est inaugurée le 1er avril 1895. Mme Calado en est la première propriétaire.
Dès ses débuts, elle attire bourgeois nantais et artistes se produisant au théâtre Graslin. Les surréalistes, tels que Jacques Prévert ou André Breton, y ont leurs habitudes. Jacques Demy y tourne des scènes de son film Lola en 1961.
Pendant la Seconde Guerre mondiale, la brasserie est fréquentée par l'occupant. Elle fait de la publicité de sa propre initiative dans le journal Pariser Zeitung afin d'élargir sa clientèle allemande.
Après-guerre, elle sert de décor à d'autres films : Debout les crabes, la mer monte ! de Jean-Jacques Grand-Jouan (en 1983) ou encore Jacquot de Nantes d'Agnès Varda (en 1991).

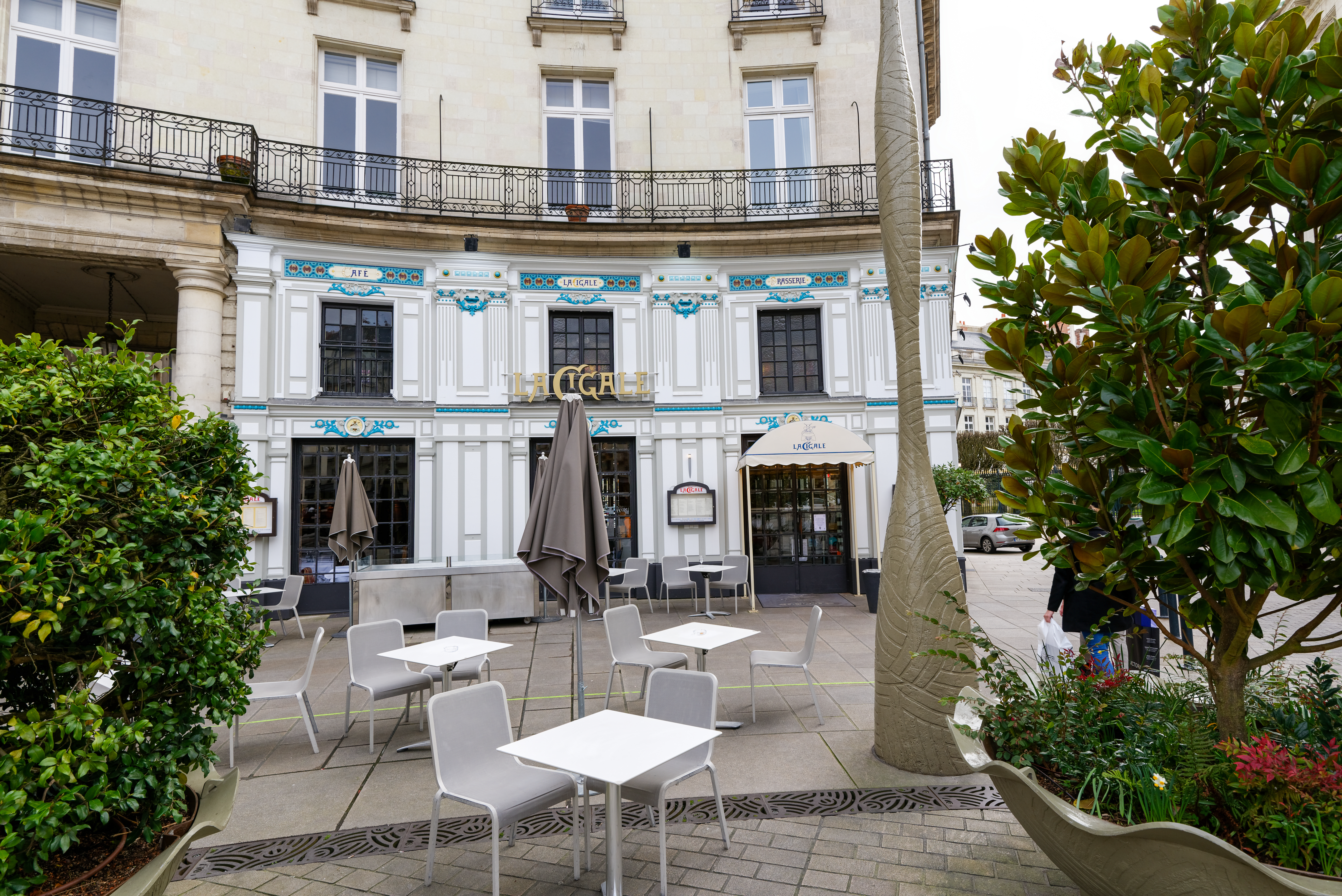
Façade de La Cigale sur la place Graslin

En 1964, elle est transformée en self-service au gré d'un changement de propriétaire, mais les lieux sont protégés contre toute dégradation par le classement aux Monuments historiques. Menacée d'être abandonnée durant les années 1970, elle retrouve sa destination de brasserie en 1982.
Elle est de nos jours emblématique de la culture nantaise et perpétue la tradition des grandes brasseries françaises du XIXe siècle.

Vues de l'extérieur
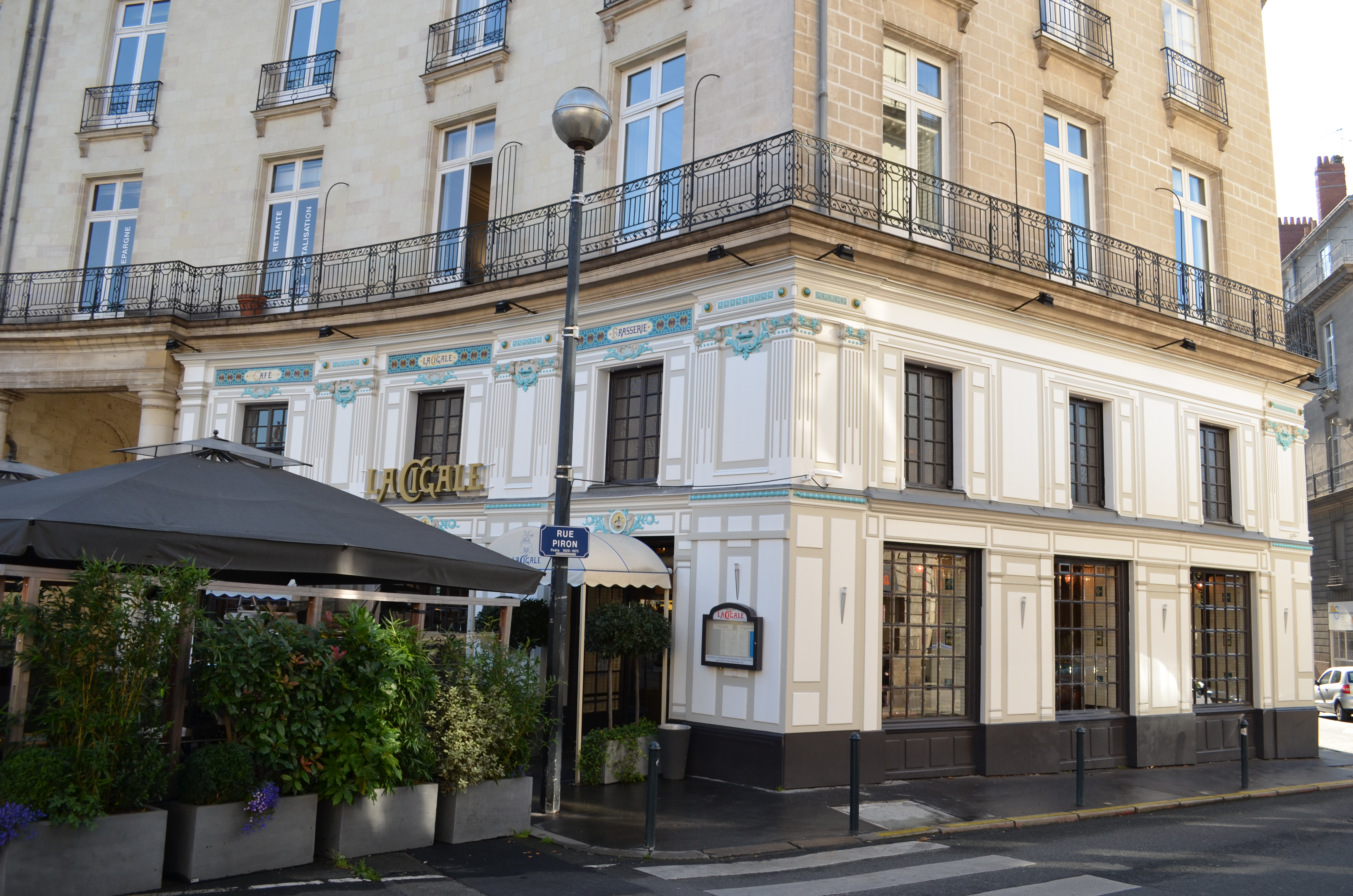
Angle sur la place Graslin.
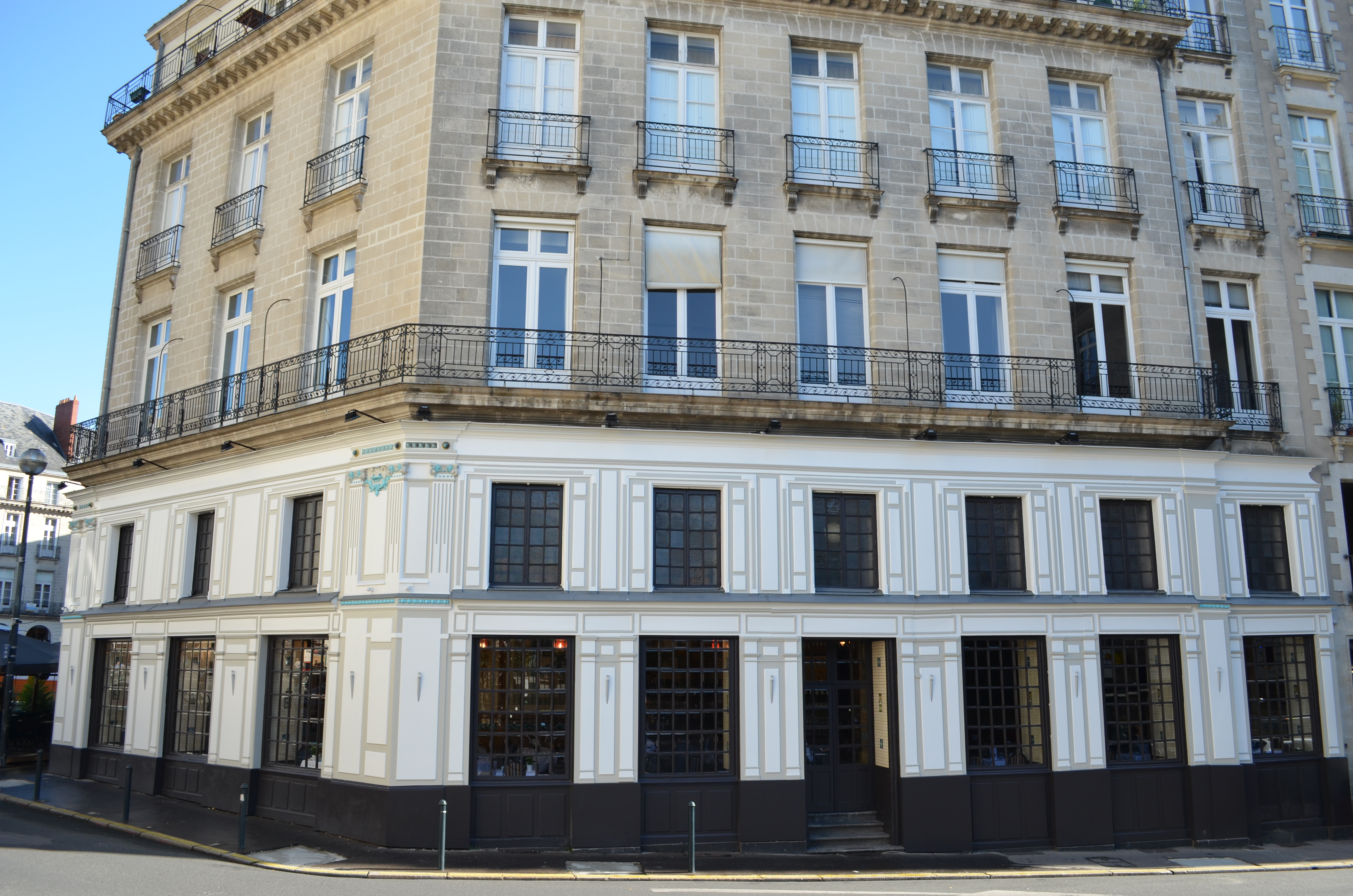
Façade rue Piron.

Vues de l'intérieur
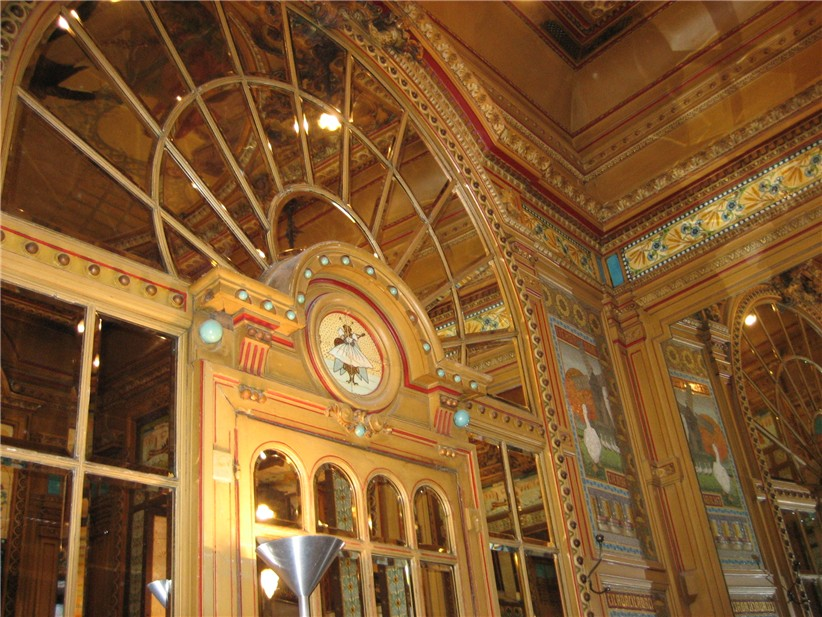
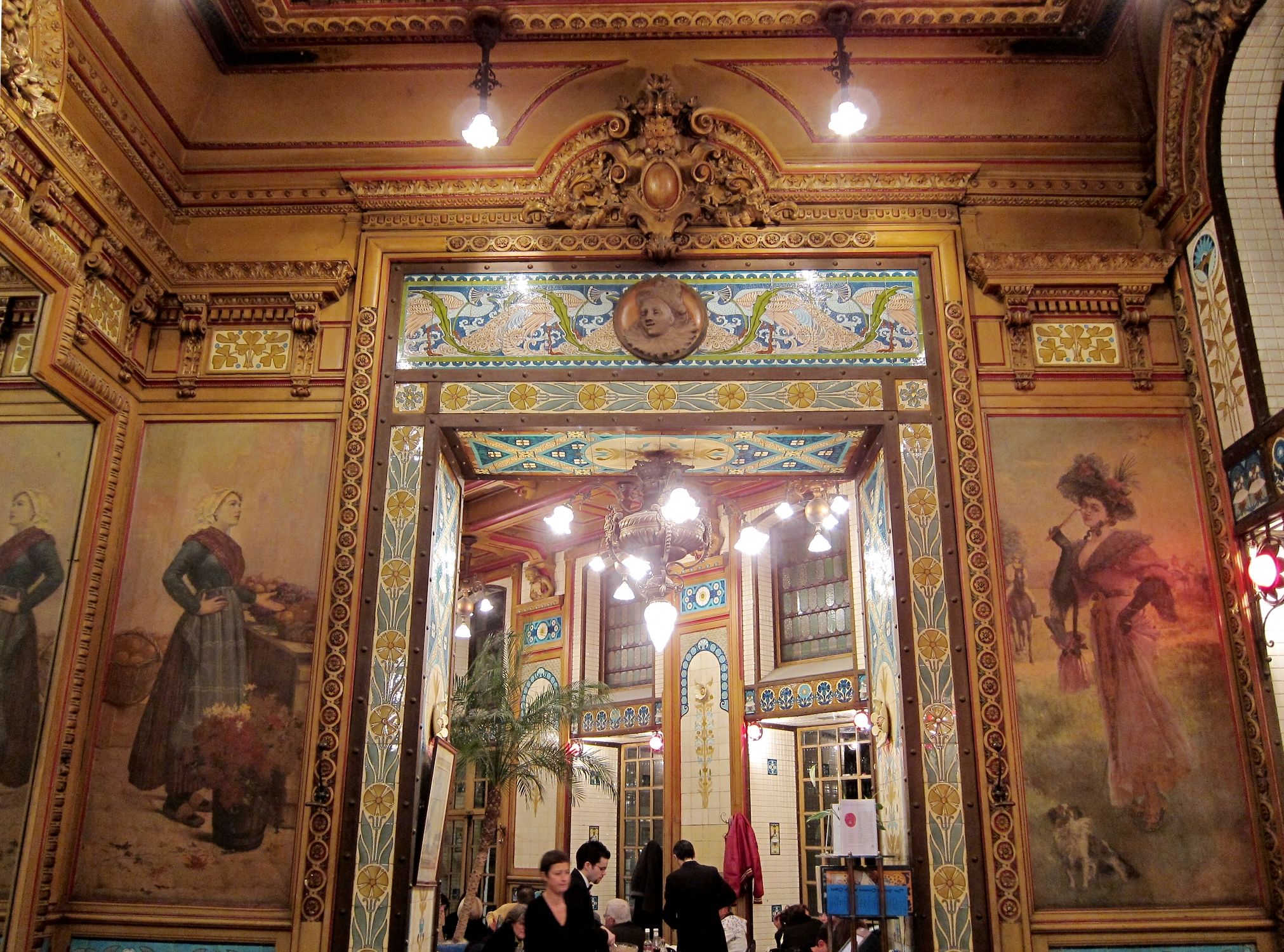
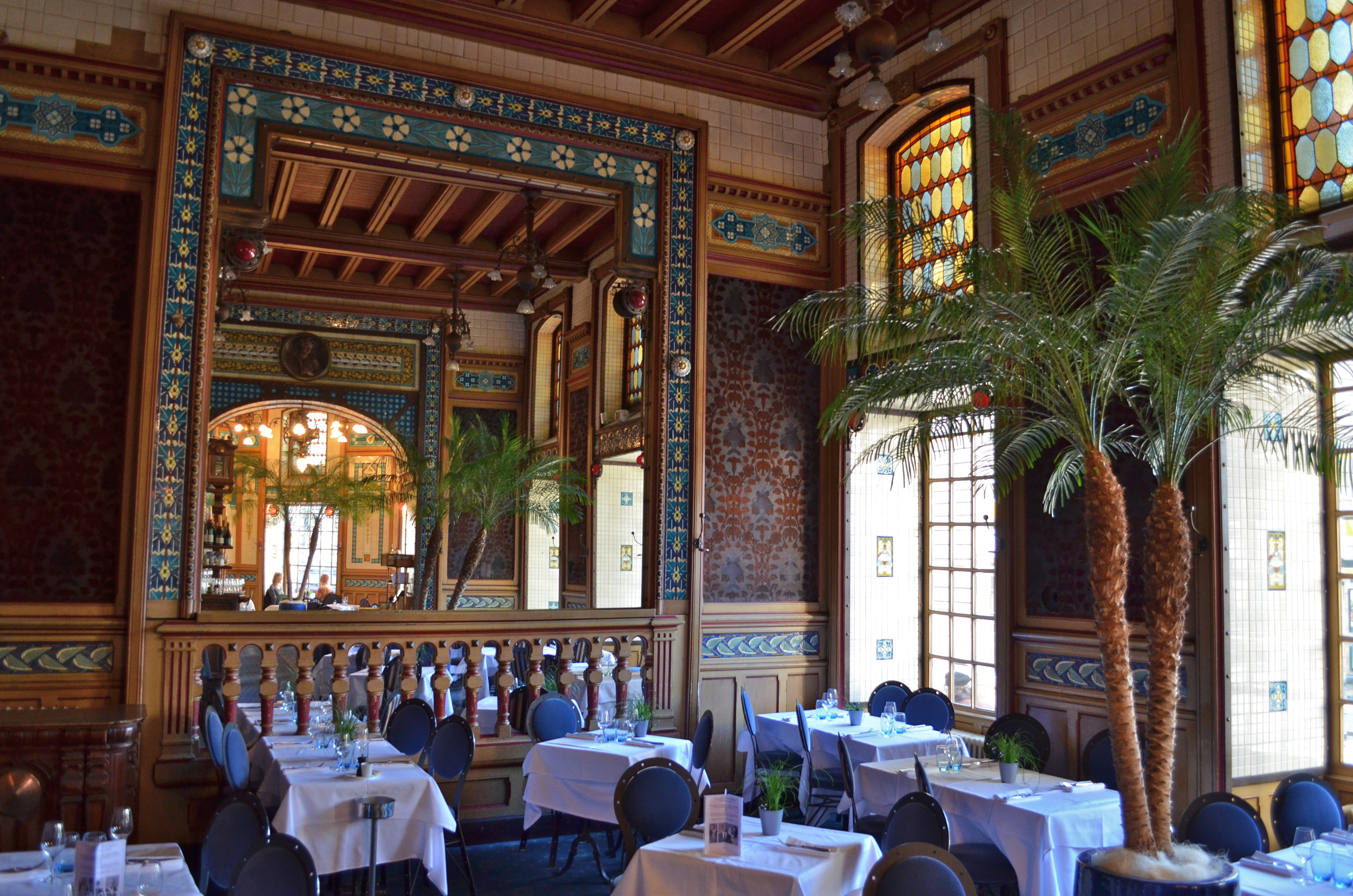
Salon du fond.
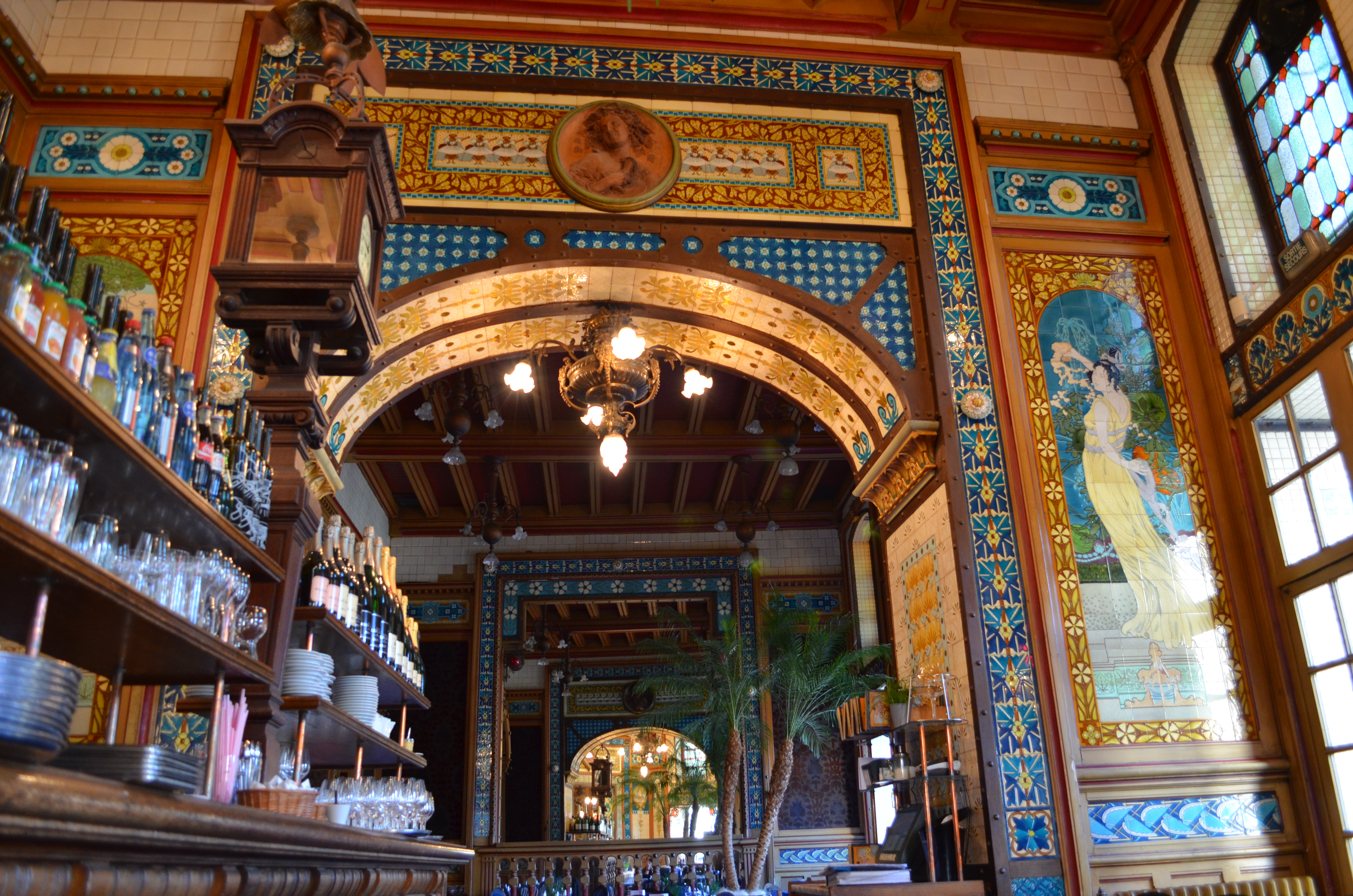
Salle du bar.
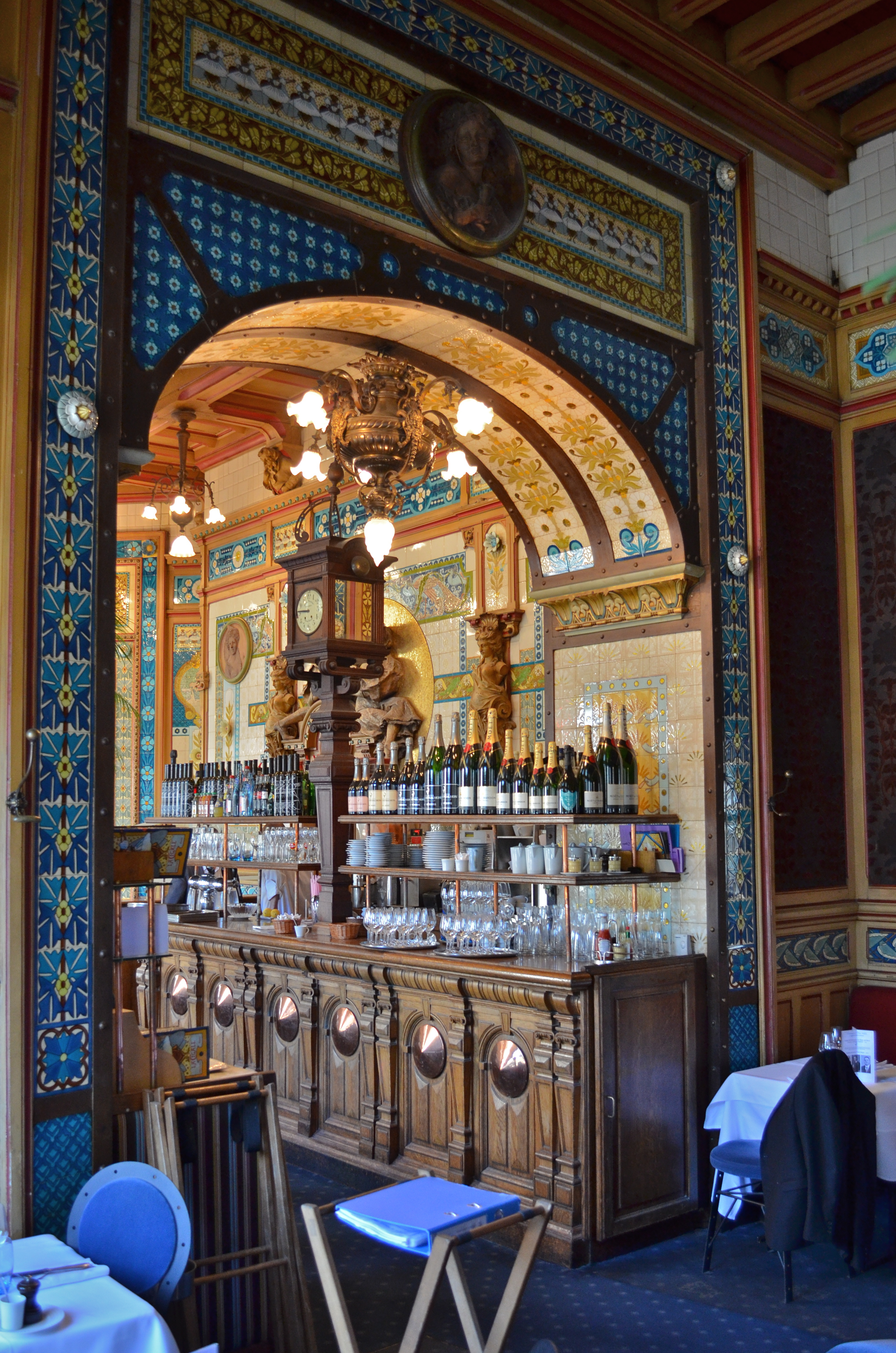
Bar vu depuis la salle du fond.
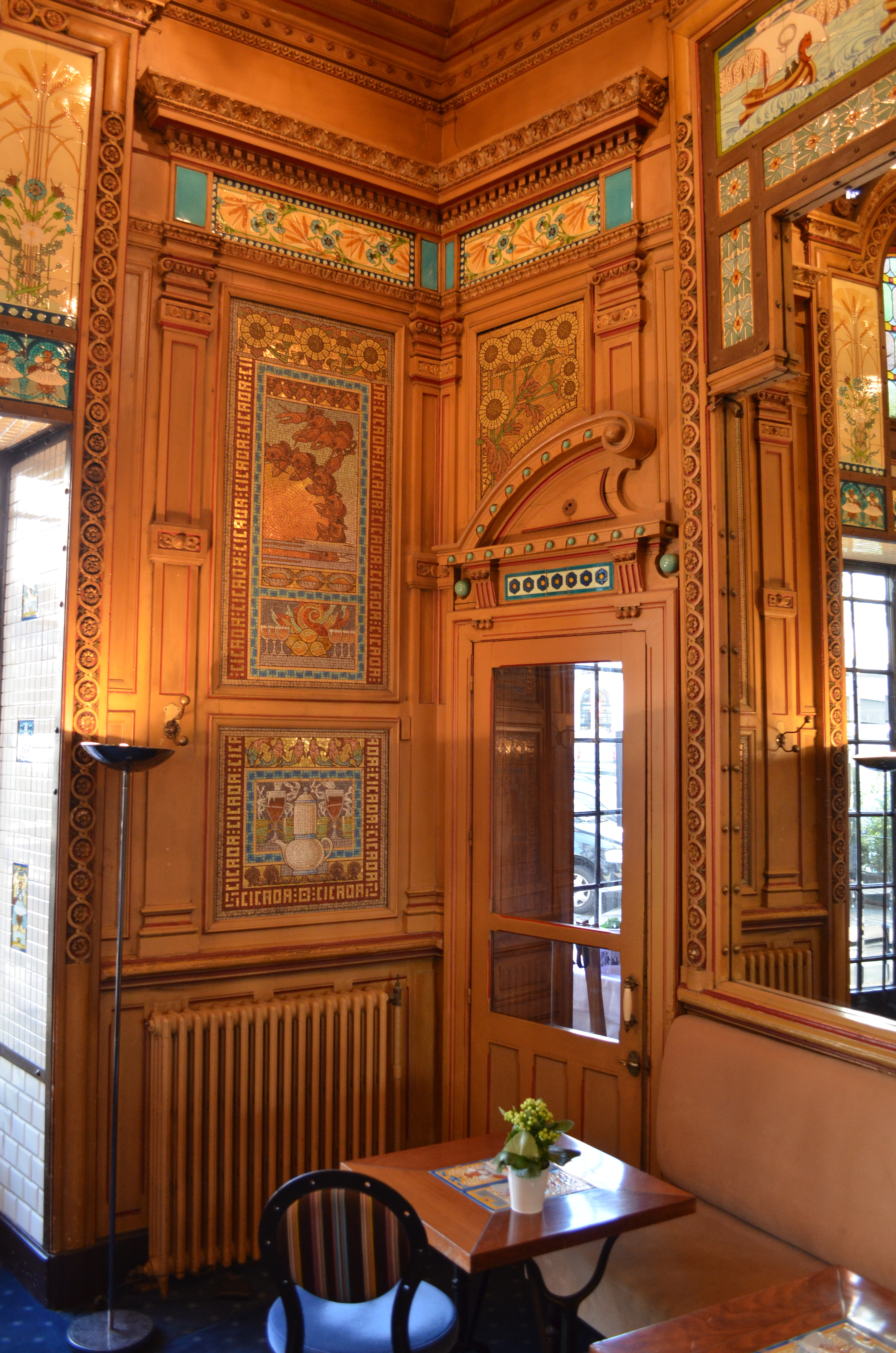
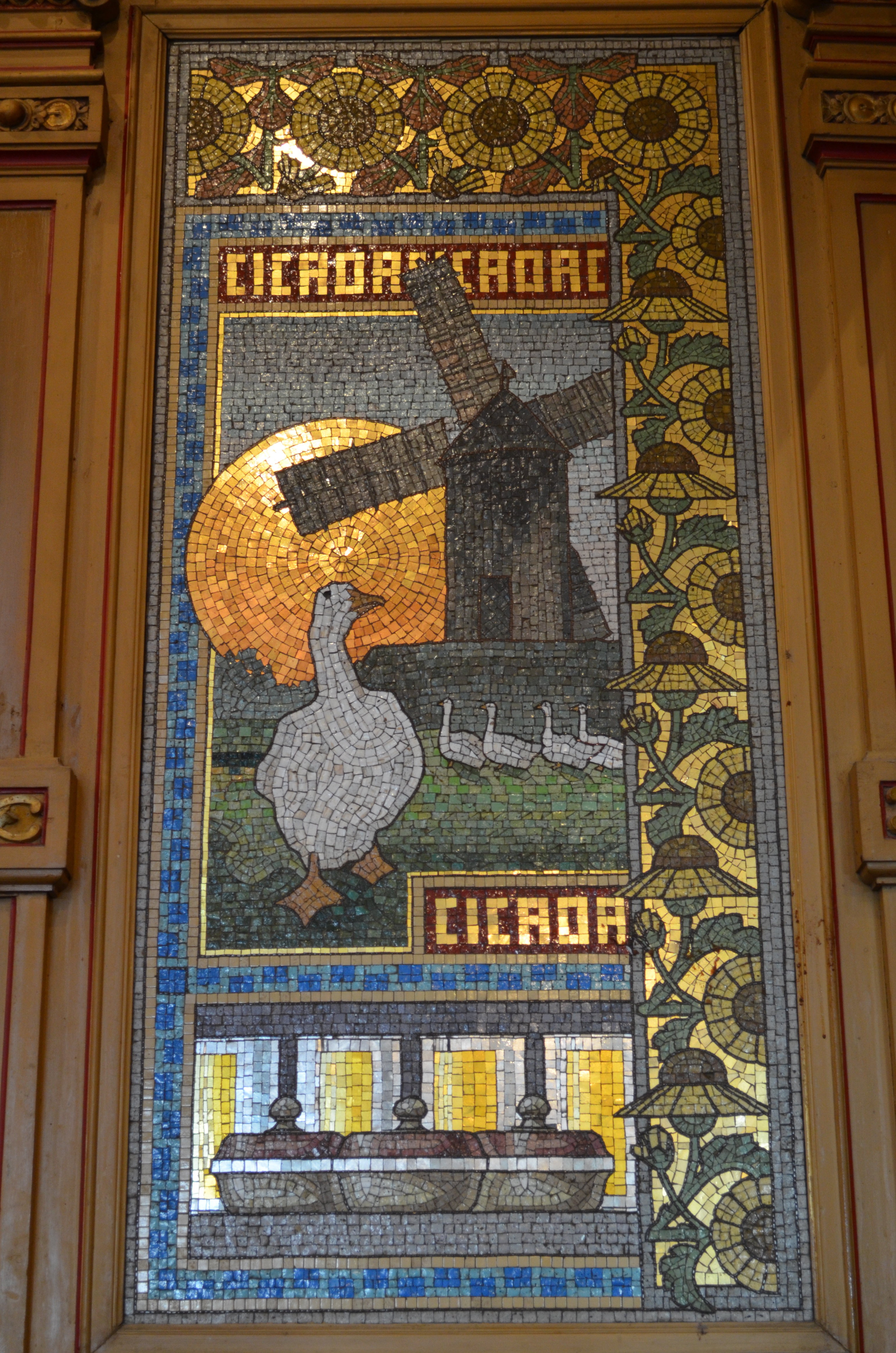
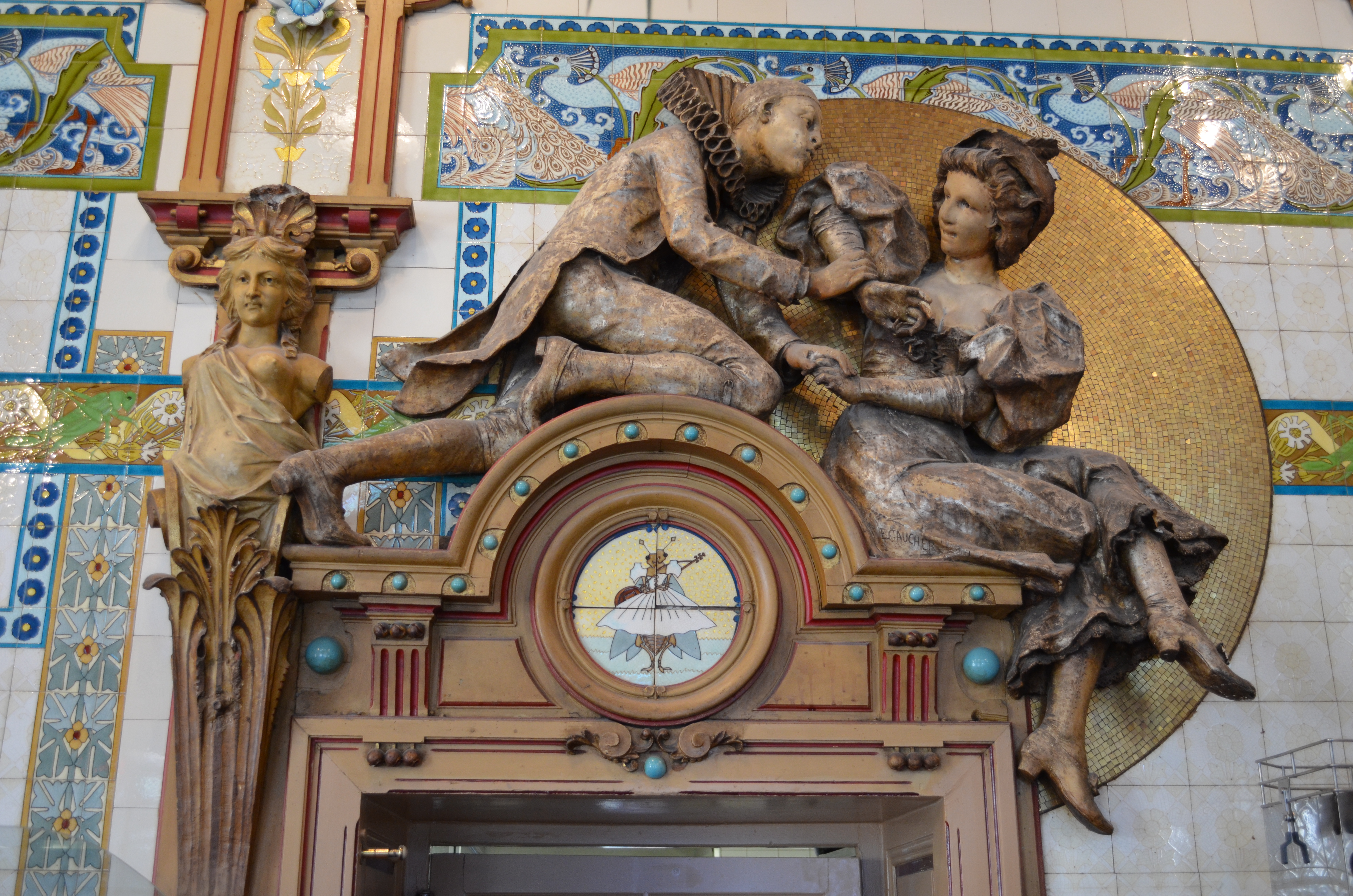
Émile Gaucher, Pierrot et Colombine.
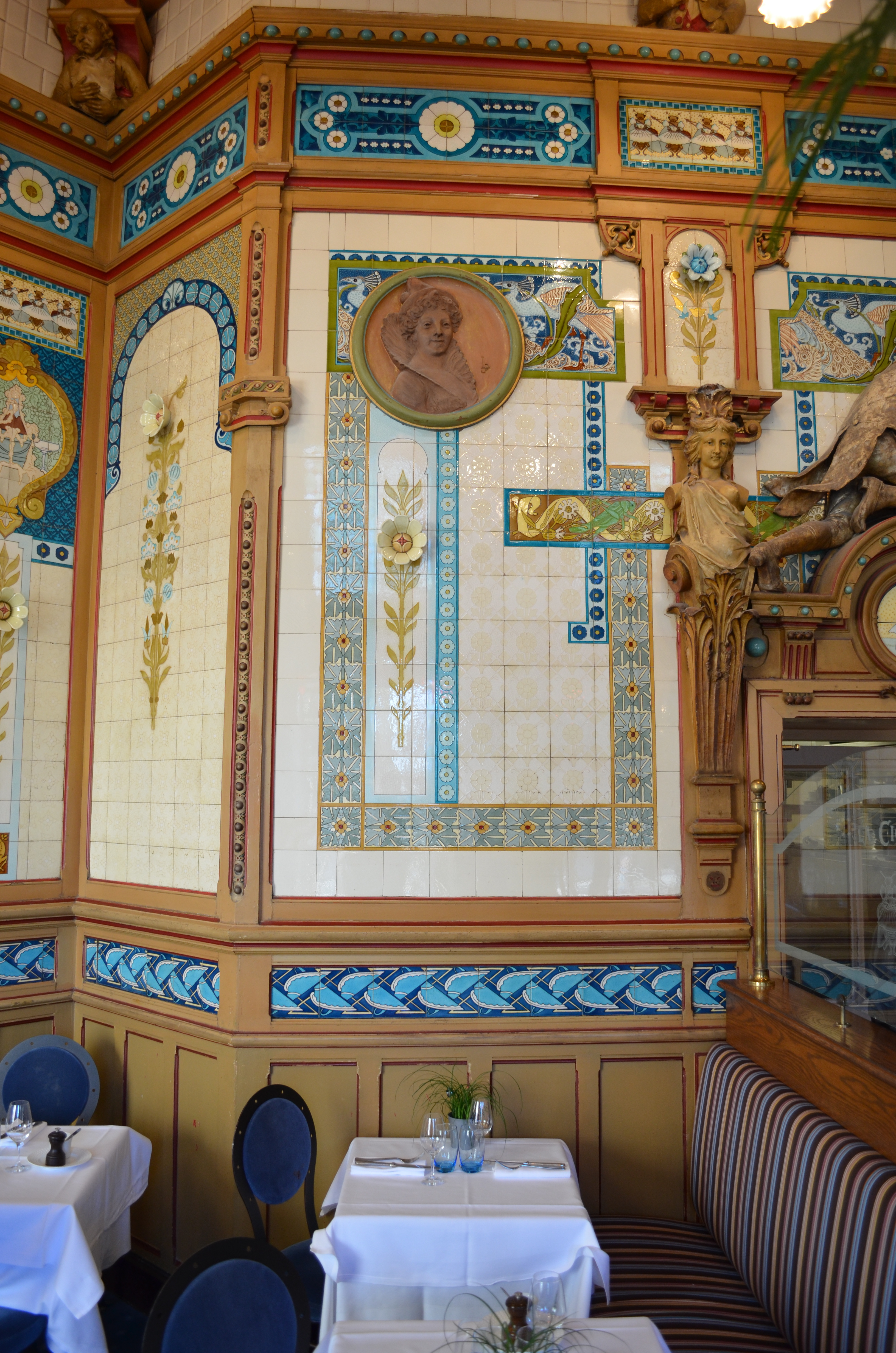
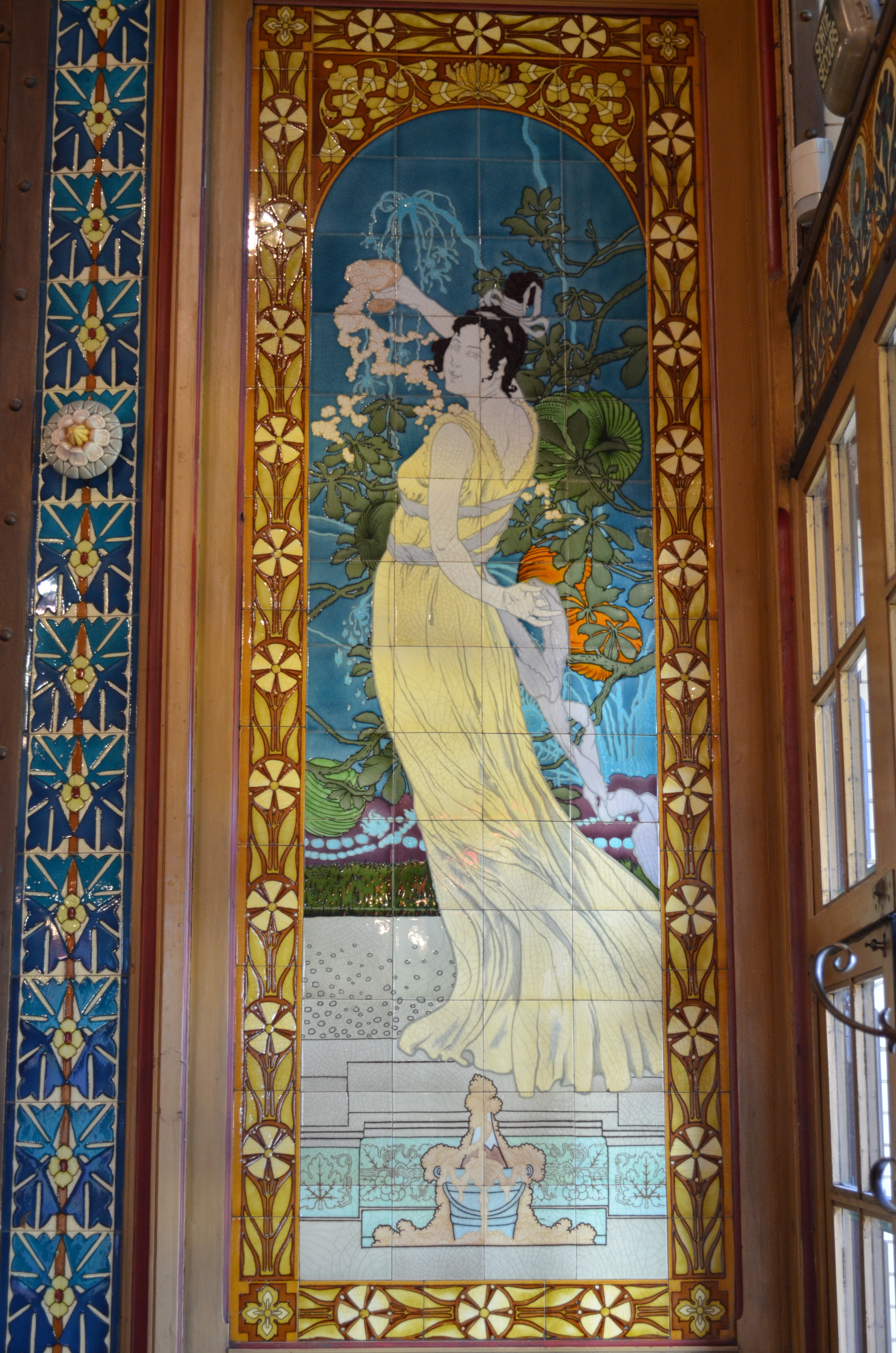
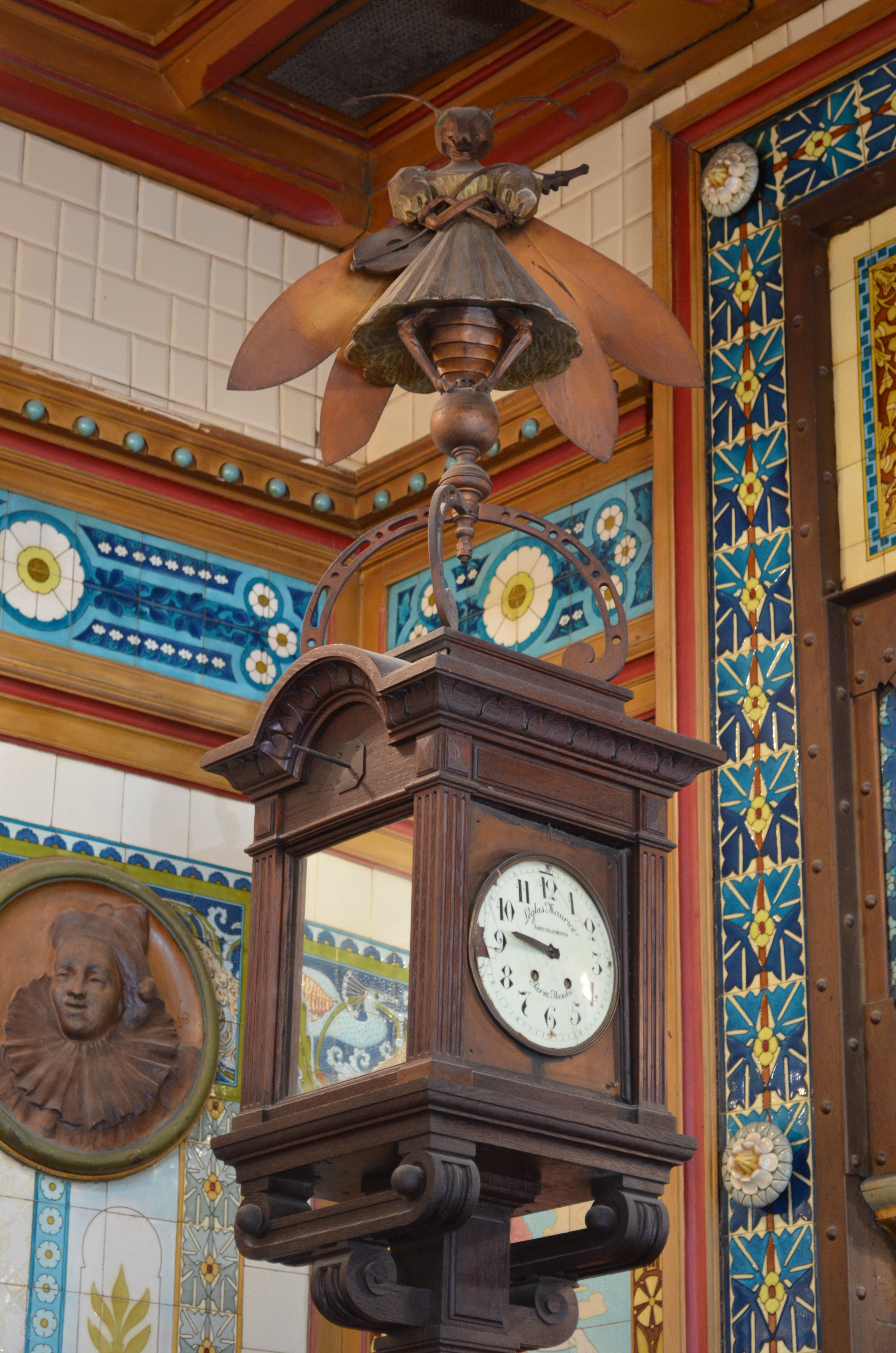
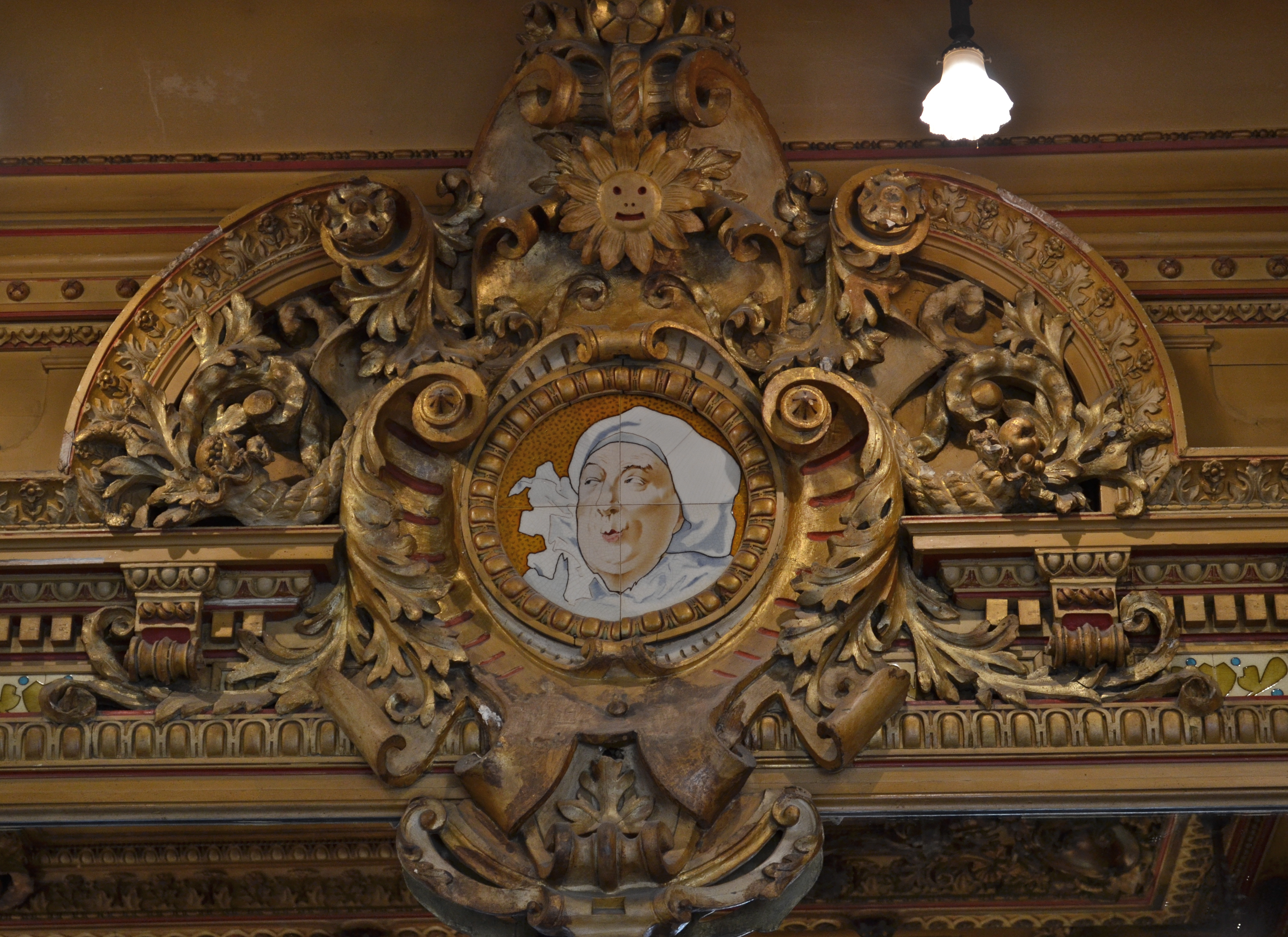
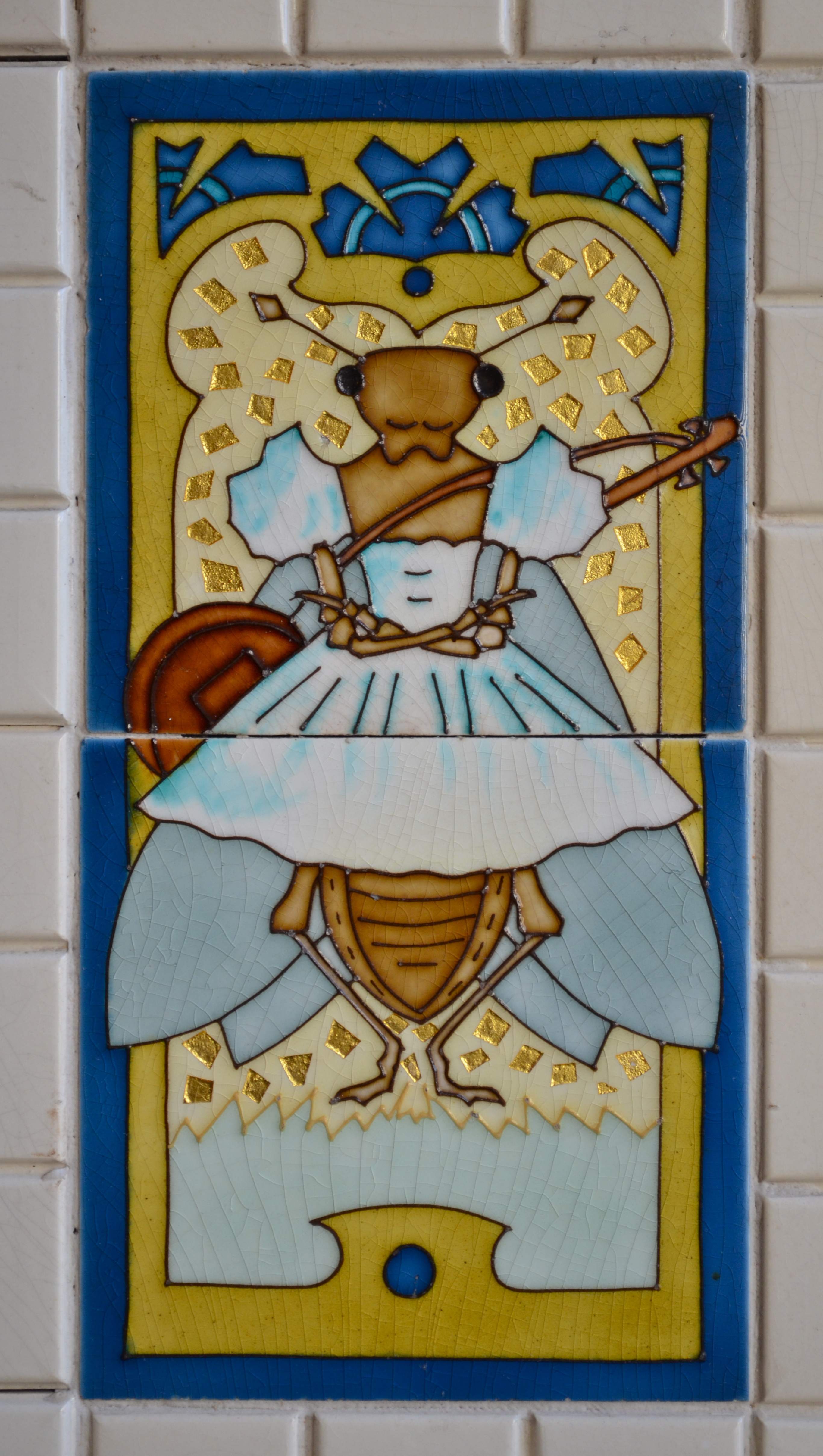
La Cigale.